# Geerten Boogaard
Geerten Boogaard (Waddinxveen, 19 november 1980) is een Nederlands jurist gespecialiseerd in het staatsrecht. 
Boogaard studeerde rechten aan de Universiteit Leiden van 1999 tot 2004, waar hij afstudeerde in het staats- en bestuursrecht en de rechtsfilosofie. Na zijn afstuderen was hij korte tijd werkzaam voor het Centrum Indicatiestelling Zorg (CIZ), waarna hij promovendus werd aan de Universiteit van Amsterdam. Hij promoveerde op 15 mei 2013 aan de UvA op het proefschrift Het wetgevingsbevel. Over constitutionele verhoudingen en manieren om een wetgever tot regelgeving aan te zetten; promotor was Jit Peters. Na zijn promotie werd hij universitair docent aan zijn alma mater, de Universiteit Leiden, op het gebied van het staatsrecht. Sinds 2019 is hij aan die Universiteit tevens bijzonder hoogleraar decentrale overheden op de Thorbecke-leerstoel, na het emeritaat van Job Cohen. Boogaard houdt zich in die hoedanigheid bezig met het recht van de "lagere overheden", in het bijzonder van gemeenten en lokale democratie.
Boogaard is lid van het CDA en was voor die partij van 2008 tot 2010 lid van de gemeenteraad van Leiden. In 2019 stond hij voor die partij op plaats 14 van de kandidatenlijst voor de Eerste Kamer; hij werd niet verkozen. Na de gemeenteraadsverkiezingen van 16 maart 2022 werd Boogaard samen met Gert-Jan Oplaat door de grootste partij in de nieuwe gemeenteraad, Groep de Mos/Hart voor Den Haag (HvDH), gevraagd op te treden als informateurs. Zij kwamen tot de conclusie dat er onvoldoende basis voor een meerderheidscoalitie was waaraan HvDH deelneemt.  Hij is ook een vaste columnist voor het vakblad Binnenlands Bestuur en redacteur van de Christen-Democratische Verkenningen, uitgegeven door het Wetenschappelijk Instituut voor het CDA.